# Rotalier
Rotalier est une commune française située dans le département du Jura, dans la région culturelle et historique de Franche-Comté et la région administrative Bourgogne-Franche-Comté.
Elle est connue pour la visite annuelle des caves des différents producteurs viticoles de Jura. 
Ses habitants se nomment les Rotaliens et Rotaliennes.

## Géographie
Rotalier est un petit village jurassien situé dans le canton de Saint-Amour.

### Climat
Pour des articles plus généraux, voir Climat de la Bourgogne-Franche-Comté et Climat du département du Jura.
En 2010, le climat de la commune est de type climat de montagne, selon une étude du Centre national de la recherche scientifique s'appuyant sur une série de données couvrant la période 1971-2000. En 2020, Météo-France publie une typologie des climats de la France métropolitaine dans laquelle la commune est exposée à un climat semi-continental et est dans la région climatique  Jura, caractérisée par une forte pluviométrie en toutes saisons (1 000 à 1 500 mm/an), des hivers rigoureux et un ensoleillement médiocre. 
Pour la période 1971-2000, la température annuelle moyenne est de 10,5 °C, avec une amplitude thermique annuelle de 17,2 °C. Le cumul annuel moyen de précipitations est de 1 249 mm, avec 13,4 jours de précipitations en janvier et 9,1 jours en juillet. Pour la période 1991-2020, la température moyenne annuelle observée sur la station météorologique de Météo-France la plus proche, « Pimorin », sur la commune de Pimorin à 10 km à vol d'oiseau, est de 10,0 °C et le cumul annuel moyen de précipitations est de 1 517,6 mm. 
La température maximale relevée sur cette station est de 39 °C, atteinte le 12 août 2003 ; la température minimale est de −26,5 °C, atteinte le 20 décembre 2009,,. 
Les paramètres climatiques de la commune ont été estimés pour le milieu du siècle (2041-2070) selon différents scénarios d'émission de gaz à effet de serre à partir des nouvelles projections climatiques de référence DRIAS-2020. Ils sont consultables sur un site dédié publié par Météo-France en novembre 2022.

## Urbanisme

### Typologie
Au 1er janvier 2024, Rotalier est catégorisée commune rurale à habitat dispersé, selon la nouvelle grille communale de densité à sept niveaux définie par l'Insee en 2022.
Elle est située hors unité urbaine. Par ailleurs la commune fait partie de l'aire d'attraction de Lons-le-Saunier, dont elle est une commune de la couronne,. Cette aire, qui regroupe 139 communes, est catégorisée dans les aires de 50 000 à moins de 200 000 habitants,.

### Occupation des sols
L'occupation des sols de la commune, telle qu'elle ressort de la base de données européenne d’occupation biophysique des sols Corine Land Cover (CLC), est marquée par l'importance des forêts et milieux semi-naturels (54,1 % en 2018), une proportion identique à celle de 1990 (54,1 %). La répartition détaillée en 2018 est la suivante : 
forêts (54,1 %), prairies (23 %), cultures permanentes (17,3 %), zones agricoles hétérogènes (5,6 %). L'évolution de l’occupation des sols de la commune et de ses infrastructures peut être observée sur les différentes représentations cartographiques du territoire : la carte de Cassini (XVIIIe siècle), la carte d'état-major (1820-1866) et les cartes ou photos aériennes de l'IGN pour la période actuelle (1950 à aujourd'hui).

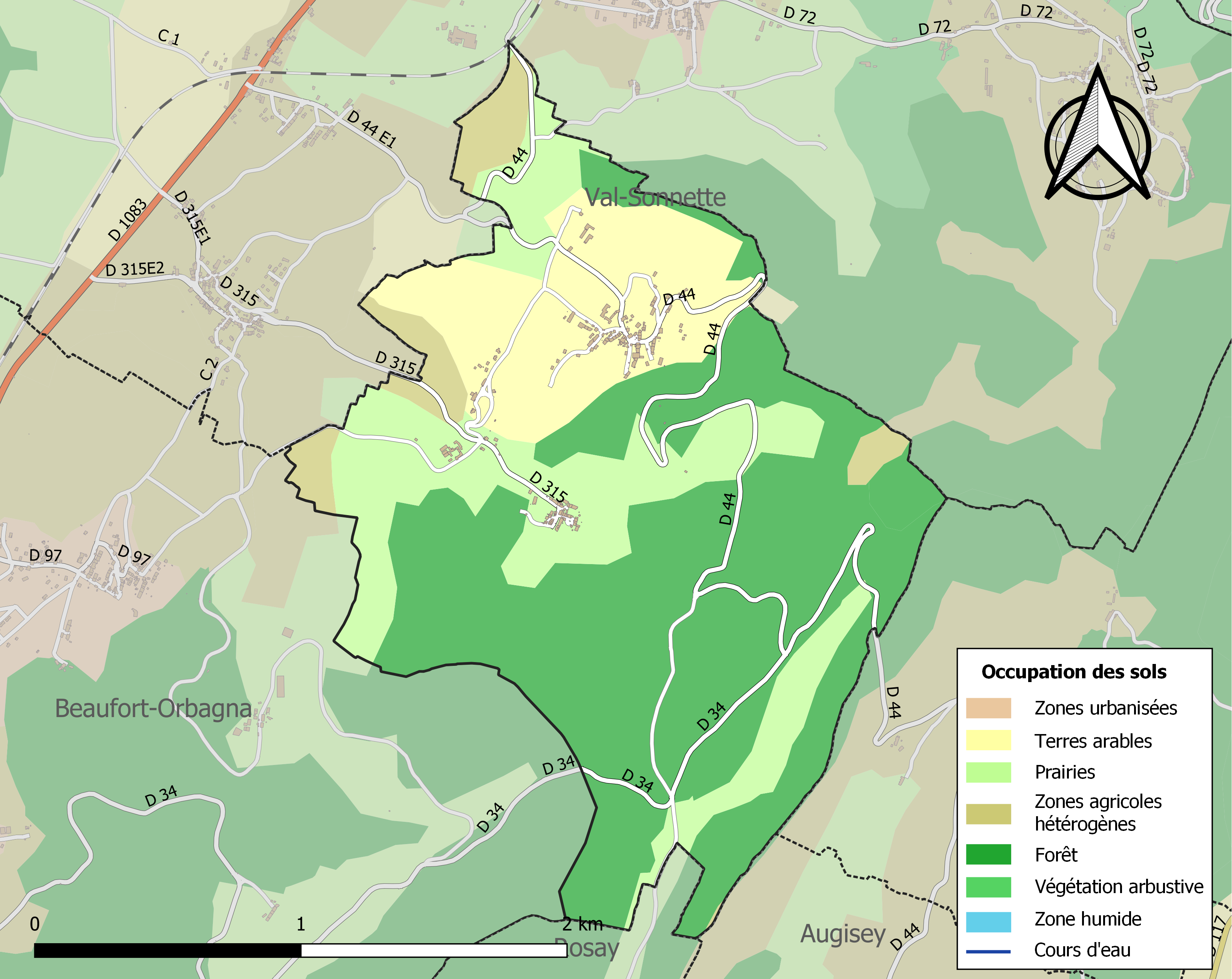
Carte des infrastructures et de l'occupation des sols de la commune en 2018 (CLC).

## Histoire
Rotalier et  le proche village de Chalandigna (aujourd'hui combe de Rotalier), furent saccagés, en 1479, par les troupes de Louis XI. Pendant les guerres de Religion (1562-1598), les protestants incendièrent ces deux villages ; la plupart des habitants périrent. Les massacres se renouvelèrent pendant la guerre de Dix Ans (1636 à 1646) ; ainsi, en 1637, Rotalier fut le théâtre d'affrontements entre français et comtois, en marge de la bataille de Sainte-Agnès. Rotalier était membre de la seigneurie de Saint-Laurent-la-Roche et en relevait pour la haute justice. Son territoire se divisait en une infinité de fiefs qui appartenaient aux seigneurs de Saint-Laurent, Courlaoux, Pymont, Beaufort, Crèvecœur, à l’abbaye du Miroir et aux chevaliers du Temple (commanderie de Creuse sur Paisia).

### Personnages célèbres
Claude de Montmorot, écuyer, seigneur de Pélagey et de Licona. Il est cité dans un échange fait avec Pierre Molpré, écuyer, en 1413.
Mariage et succession : Il épouse, le 21 mars 1426, Françoise, fille d'Étienne de Seyturier seigneur de Cornod, de qui il a :
- Louis qui suit,
- Guillaume qui fait la seconde branche.

Louis de Montmorot, écuyer, seigneur de Rotalier et de Licona en partie. Cité comme exécuteur du testament d'Étienne de Coligny en 1482.
Mariage et succession : Le 20 janvier 1472 , il épouse Philiberte, fille de Jean de Feurs écuyer et seigneur d'Estours, de qui il a :
- Pierre qui suit,
- Gerarde, mariée en 1519 à Jean de la Vernée, écuyer.

Pierre de Montmorot, écuyer, seigneur de Rotalier.
Mariage et succession : Il épouse le 25 août 1499 Claudine de Vienne de qui il a :
- Antoine qui suit,
- Claude.

Antoine de Montmorot, écuyer, seigneur de Rotalier.
Mariage et succession :
Il épouse N... de Civria de qui il a N... qui suit.
N... de Montmorot, écuyer, seigneur de Rotalier et de Villerot.
Mariage et succession: Il épousre N... de Villerot de qui il a Pierre qui suit.
Pierre de Montmorot, écuyer, seigneur de Rotalier et de Villerot.
Mariage et succession :Il épouse Antoinette, fille de Nicolas de la Tour de Jousseau, de qui il a :
- Claude qui suit,
- Guillemette, elle épouse le 27 février 1599 Pierre de Reculot, seigneur de Vertamboz.

Claude de Montmorot, écuyer, seigneur de Rotalier et de Villerot.
Mariage et succession : Il épouse en premières noces le 23 novembre 1610 Gabrielle, fille de Marc de Beaujeu seigneur de Montot, puis en secondes noces Gasoarine-Marguerite, fille de Jean-Antoine de Grammont, baron de Châtillon. Il meurt sans postérité et institue sa sœur comme héritière.
Seconde branche de Montmorot :
Guillaume de Montmorot, écuyer, seigneur de Pélagey.
Mariage et succession : Il épouse en 1485 Claudine, fille de Jean de la Touvière, écuyer du duc de Savoie, de qui il a Guillaume qui suit.
Guillaume de Montmorot, écuyer, seigneur de Pélagey et Licona.
Mariage et succession : Il épouset Denise, fille de Philibert de Chissey écuyer seigneur de Buffard, de qui il a :
- Philibert qui suit,
- Claude, écuyer, seigneur de Licona,
- Anne.

Philibert de Montmorot, écuyer, seigneur de Pélagey.
Mariage et succession : Il épouse Louise d'Arestel, dame de la Bévière, de qui il a Jeanne, dame de Pélagey, mariée à Jean-François de Dorsans, écuyer.

## Politique et administration
| Période   | Période  | Identité                       | Étiquette | Qualité |
| --------- | -------- | ------------------------------ | --------- | ------- |
|           |          |                                |           |         |
| mars 2001 | 2020     | Jean-Pierre Petit-Maire        | NC        |         |
| 2020      | En cours | Jean-Pierre René Jules Boutter |           |         |

## Démographie
L'évolution du nombre d'habitants est connue à travers les recensements de la population effectués dans la commune depuis 1793. Pour les communes de moins de 10 000 habitants, une enquête de recensement portant sur toute la population est réalisée tous les cinq ans, les populations de référence des années intermédiaires étant quant à elles estimées par interpolation ou extrapolation. Pour la commune, le premier recensement exhaustif entrant dans le cadre du nouveau dispositif a été réalisé en 2007.

En 2022, la commune comptait 151 habitants, en évolution de −9,04 % par rapport à 2016 (Jura : −0,81 %, France hors Mayotte : +2,11 %).
| 1793 | 1800 | 1806 | 1821 | 1831 | 1836 | 1841 | 1846 | 1851 |
| ---- | ---- | ---- | ---- | ---- | ---- | ---- | ---- | ---- |
| 284  | 319  | 336  | 362  | 354  | 346  | 362  | 359  | 368  |

| 1856 | 1861 | 1866 | 1872 | 1876 | 1881 | 1886 | 1891 | 1896 |
| ---- | ---- | ---- | ---- | ---- | ---- | ---- | ---- | ---- |
| 359  | 376  | 375  | 389  | 419  | 380  | 392  | 344  | 323  |

| 1901 | 1906 | 1911 | 1921 | 1926 | 1931 | 1936 | 1946 | 1954 |
| ---- | ---- | ---- | ---- | ---- | ---- | ---- | ---- | ---- |
| 359  | 365  | 362  | 303  | 258  | 238  | 246  | 238  | 187  |

| 1962 | 1968 | 1975 | 1982 | 1990 | 1999 | 2006 | 2007 | 2012 |
| ---- | ---- | ---- | ---- | ---- | ---- | ---- | ---- | ---- |
| 191  | 157  | 167  | 166  | 181  | 163  | 169  | 170  | 172  |

| 2017 | 2022 | - | - | - | - | - | - | - |
| ---- | ---- | - | - | - | - | - | - | - |
| 161  | 151  | - | - | - | - | - | - | - |

## Lieux et monuments

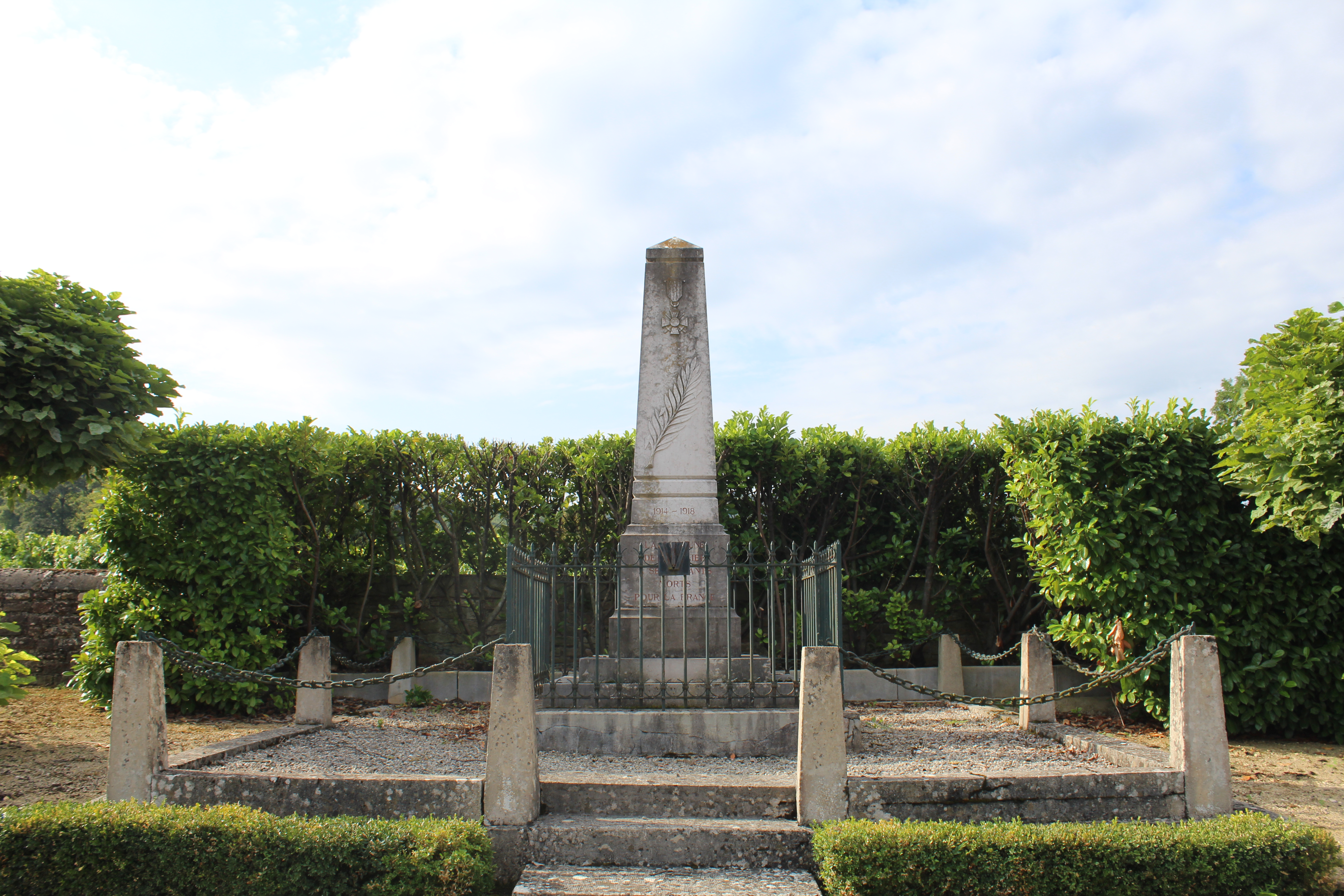
Le monument aux morts.

Le château Gréa ancienne demeure d'architecture civile de la fin du XVIIe siècle.
Le château de Rotalier (1703), ancienne demeure des comtes et vicomtes de Rotalier.

## Personnalités liées à la commune
- Pierre Alexis, comte de Rotalier, maréchal de camp, et commandant en chef de l'artillerie de l'armée du prince de Condé ("Rotalier Artillerie") ; débarque à Quiberon en 1795 et combat les troupes révolutionnaires du général Hoche.
- Charles-Félix, comte de Rotalier, mort en 1854, maréchal de camp et inspecteur général d'infanterie.
- Désiré-Adrien Gréa, député de 1830 à 1834.

## Sources